# 검정파리과
검정파리과(Calliphoridae) 또는 류리파리과(북한어)는 파리목 쇠파리상과의 한 과이다. 금파리, 검정파리 등이 속한다.